# スガダイ
スガダイ（1982年 - ）は日本の競馬評論家である。

## 経歴
岩手県出身。大学卒業後に知人の勧めで競馬を始める。2009年1月末よりウマニティの予想コロシアムに参戦すると、全開催プラス収支という記録を達成（予想レース数2343、的中率31％、回収率111％）。その実績が評価され、2010年2月にウマニティ公認プロ予想家としてデビューを果たした。
予想公開のほかにもメディア・イベントへの出演、著作執筆なども手がける。

## おもな著作
- スガダイの常勝予想学入門（ワニブックス、2010年）
- 常勝馬券師の勝ちに行く競馬 正しい予想手順が馬券収支を一変させる!（白夜書房、2012年）